# 奇风岁月
《奇风岁月》（英語：Boy's Life），是由纽约时报畅销作家罗伯特·麦卡蒙出版于1991年的一部长篇小说，并荣获1992年年度世界奇幻奖最佳小说之称号。小说以1960年代为背景，写出了当时美国社会所发生的深刻变化，更着重反映出了美国黑人民权运动这一历史事件。小说中的数个人物均与三K党有联系，小说在细节上写出了当时被种族隔离的美国黑人聚居区。
该小说被美国的多所中学选为文学教材，受到了广大学生读者的喜爱，也被翻译成了诸多种语言，在全球各地出版。

## 故事梗概
小说中故事的主角是一个名叫科里的生活在奇风镇的12岁男孩，他的爸爸汤姆和他在凌晨给家家户户送完牛奶后，于拂晓时分目睹了一辆载有一名男子的轿车直冲入一个深不见底的湖中，汤姆即刻跳入湖中去救那名被困在轿车中的男子，但震惊地发现这名男子已经死亡了，双手被手铐铐在车上，脖子上勒有钢琴丝，血肉模糊，并且这名男子曾遭到毒打，可以断定他是被谋杀的。这种情形，这种现实明显地表明在这安宁的奇风镇暗藏着一个杀人恶魔。尽管心地善良的汤姆人生阅历很深，但是他所看到的情形还是让他的精神濒于崩溃。而他的儿子科里以一根在树林中由不明男子留下的绿色羽毛为线索，逐步地揭开了这个事件的真相和它背后那不可告人的秘密。